# Епархия Налгонды
Епархия Налгонды (лат. Dioecesis Nalgondaënsis) — епархия Римско-Католической церкви c центром в городе Налгонда, Индия. Епархия Налгонды входит в митрополию Хайдарабада. Кафедральным собором епархии Налгонды является церковь Пресвятой Девы Марии.  

## История
31 мая 1976 года Римский папа Павел VI издал буллу Animarum utilitati, которой учредил епархию Налгонды, выделив её из епархии Варангала архиепархии Хайдарабада.

## Ординарии епархии
- епископ Mathew Cheriankunnel (31.05.1976 – 22.12.1986);
- епископ Innayya Chinna Addagatla (17.04.1989 – 1.07.1993) – назначен епископом Шрикакулама;
- епископ Joji Govindu (21.04.1997 – по настоящее время).

## Источник
- Annuario Pontificio, Ватикан, 2007
- Булла Animarum utilitati, AAS 69 (1977), стр. 313  (лат.)